# مجتبی عطار
ناصر صمدی
مجتبی عطار والیبالیست ایرانی در پست لیبرو است.
عطار لیبروی اسبق تیم ملی والیبال ایران بود، عطار سابقه بازی در  شهرداری مشهد(اولین تیم)، سایپای تهران، پیکان تهران، نیروی مقاومت بسیج (دوران خدمت )، قند شیروان، برق تهران، هاووش گنبد، پتروشیمی بندر امام، آلومینیوم اراک، آوش گنبد، بانک صادرات مشهد، داماش گیلان و باریج اسانس کاشان را دارد.
او هم‌اکنون درباشگاه والیبال متین ورامین به عنوان کمک مربی فعالیت می‌کند.